# Iranolacerta
Iranolacerta – rodzaj jaszczurek z rodziny jaszczurkowatych (Lacertidae).

## Zasięg występowania
Rodzaj obejmuje gatunki występujące w Iranie, Azerbejdżanie i Turcji. 

## Morfologia
Długość ciała do 70 cm, samce większe od samic

## Systematyka

### Etymologia
Iranolacerta (rodz. żeński): Iran (dawniej Persja), państwo na Bliskim Wschodzie; łac. lacerta „jaszczurka”.

### Podział systematyczny
Do rodzaju należą następujące gatunki: 
- Iranolacerta brandtii
- Iranolacerta zagrosica